# John-117
John-117, meglio conosciuto come Master Chief, è un personaggio immaginario appartenente all'universo di Halo, protagonista dei capitoli principali dell'omonima serie di videogiochi e di molte opere da essa derivate.
John-117 è un soldato scelto del tipo Spartan-II, facente parte di un'organizzazione umana nota come United Nations Space Command, in lotta contro nemici alieni detti Covenant; è caratterizzato dall'indossare sempre un casco chiuso, che lo rende un tipico "eroe senza volto", e dal parlare solo durante gli intermezzi.
È uno dei personaggi più amati del mondo dei videogiochi e un'icona delle console della famiglia Xbox; nel 2010 la rivista Empire lo ha inserito all'ottavo posto nella classifica dei cinquanta migliori personaggi della storia dei videogiochi, affermando che «è un'esperienza singolare vestire nei suoi stivali di metallo, per la prima volta, e assumere il ruolo del liberatore in armatura del genere umano».

## Biografia
John nacque nel 2511 su Eridanus II, dove viveva nella città di Elysium con la famiglia. All'età di 6 anni venne scelto per fare parte del progetto SPARTAN-II, per questo fu prelevato dalla dottoressa Halsey e dall'allora tenente Jacob Keyes e sostituito da un clone a crescita rapida. Fin dall'inizio diventa il preferito della dottoressa a causa della sua fortuna, dimostrata anche nel semplice gioco del lancio della moneta, e delle sue abilità. Del suo aspetto fisico si sa soltanto che è completamente calvo (anche se un tempo aveva i capelli castani), gli occhi azzurri e che è alto 208 centimetri, senza armatura, e 218 centimetri in armatura. Fin da bambino era straordinariamente alto e forte, tanto da tener testa a tutti gli altri bambini che cercavano di conquistare la collinetta su cui John poggiava i piedi.
Arrivato su Reach insieme ad altri 74 candidati del programma, John cominciò il suo addestramento supervisionato dal Capo Franklin Mendez e dall'IA Déjà. Fin dal primo giorno egli strinse una profonda amicizia con Kelly e Sam, suoi compagni di squadra. In seguito ad una missione in una foresta sulle catene montuose di Reach, nella quale John dimostrò la sua attitudine al comando portando a casa tutti gli altri bambini, egli venne nominato capo della sua squadra.
A 14 anni John fu sottoposto al processo di alterazione e di aumento delle capacità, sopravvivendo assieme ad altri 32 candidati senza subire danni permanenti ed ottenendo forza, riflessi, resistenza, velocità e vista sovrumani. Per riprendersi dagli effetti dei potenziamenti, gli Spartan vennero trasferiti sull'Atlas. Mentre si allenava in palestra, John venne sfidato da 4 ODST in combattimento corpo a corpo, nel quale 2 Saltatori Infernali rimasero uccisi e gli altri 2 gravemente feriti.
Dopo aver recuperato il pieno controllo delle sue capacità, John-117 e la Squadra Blu vengono inviati nella loro prima missione: catturare il colonnello Robert Watts, un leader dei ribelli, nella cintura di asteroidi del sistema Eridanus. Compiuta l'operazione il Chief ricevette una medaglia Purple Heart.
Dopo 3 mesi la Squadra Blu ricevette il compito di portare in salvo i civili sopravvissuti al massacro di Harvest dopo l'attacco dei Covenant, così gli Spartan entrarono in possesso di alcuni esemplari di tecnologia aliena, come gli scudi energetici dei Jackal, dei quali si servirà la dottoressa Halsey per creare l'armatura potenziata d'assalto MJOLNIR Mark V.
In seguito, dopo varie perdite, gli ultimi SPARTAN vennero ingaggiati per una missione che prevedeva la presa di una nave aliena, la cattura di un Profeta e una proposta di pace. Master Chief venne scelto da Cortana (la quale aveva ereditato la mente dalla dottoressa Halsey e anche il suo debole per John) e dunque vennero sottoposti ad una prova per verificare la loro affinità in battaglia. Superata questa prova e pronti a partire, Reach venne attaccato e sorse un altro problema: una nave con dei dati (come la posizione della Terra) stava per essere trovata e ispezionata dai Covenant. John, Linda e James andarono a recuperare i dati. James venne colpito e accidentalmente partì con il Jet-Pack e fu ritenuto defunto, Linda, colpita da dietro da un Elite mimetizzato, venne ridotta in fin di vita appena prima di finire la missione.
Master Chief invece riuscì a completare la missione e portò il corpo di Linda sulla Pillar of Autumn. Gli altri SPARTAN morirono durante il viaggio mentre si dirigevano su Reach. In seguito Cortana si mise in fuga con la nave verso delle coordinate che erano state decifrate da alcune rocce, scoperte grazie all'interessamento delle stesse da parte dei Covenant. Arrivati, scoprono l'Installazione 04 e vengono attaccati dall'incrociatore Covenant Truth and Reconciliation. Keyes ordina di evacuare l'astronave Pillar of Autumn e Chief affronta l'abbordaggio dei Covenant.
In seguito, per fuggire dalla nave, entra in una capsula di salvataggio con cui atterra bruscamente sulla superficie dell'Installazione 04, è l'unico a sopravvivere all'atterraggio di fortuna. Mentre si incontra con un avamposto UNSC che resiste contro altre truppe di Covenant, osserva altre capsule di salvataggio che cadono nelle sue vicinanze e va a salvare i rispettivi equipaggi con un warthog. Mentre è a salvare il personale UNSC, Cortana avvisa Chief che Keyes è vivo ma è stato rapito e imprigionato dentro l'incrociatore Covenant che gli aveva attaccati nello spazio. Per salvare il capitano, forma una squadra di marine e abbordano la nave Covenant dove riescono nella missione e rubano uno Spirit. Dopo aver completato la missione, Chief scopre che l'anello ha una sala di controllo, che al momento è pesantemente difesa da truppe e corazzati Covenant. Superate le difese, entra nella sala di controllo e Cortana si agita avvisando Chief che Keyes è di nuovo in pericolo. Chief arriva in una palude vicina alla fonte del segnale e scopre un nuovo nemico, molto peggiore dei Covenant. Purtroppo, non trova Keyes, solo una registrazione di un casco di Jenkins, che mostra cosa è avvenuto alla squadra. Viene aiutato a combattere i nuovi nemici, i flood da 343 Guilty Spark, il guardiano dell'Installazione 04. Dopo l'avventura alla palude, 343 porta Chief a recuperare l'indice di attivazione (Che può tenere soltanto 343, dal momento, che se la materia organica tiene l'indice e viene infettata dai flood, potrebbe finire in pericolosissime mani). Mentre starà per attivare l'Installazione 04, scoprirà grazie a Cortana che in realtà è un'arma che non uccide direttamente i flood, ma tutta la materia organica (Nel raggio di 25.000 anni luce) di cui si cibano i flood, in modo che i parassiti (accidentalmente liberati) si estinguano morti di fame. Scoperto ciò Master Chief tradisce 343 e prima danneggia i reattori dell'anello in modo da rallentare il processo di sparo, poi torna nell'incrociatore Covenant (ormai infestato dai flood) per recuperare Keyes, che ormai è stato ucciso e assimilato dal parassita e torna nella Pillar of Autumn, atterrata precedentemente, dove fa esplodere i reattori per distruggere l'anello. Master Chief riesce a scappare con Cortana a bordo di un warthog dove aspetta il Pelican Echo-419, purtroppo attaccato e distrutto da due banshee e poi, dopo un'altra corsa, entra e scappa a bordo di un caccia longsword, anche 343 Guilty Spark si salva.
In Halo 2 viene premiato e subito dopo evita che una bomba esploda distruggendo la stazione orbitante sulla quale si era rifugiato. Atterrati poi a New Mombasa si fa largo tra la città eliminando ogni Covenant gli si pari davanti, Scarab compreso. Subito dopo va alla ricerca del Profeta del Rimorso, seguendolo in una porta dimensionale fino a scoprire l'Installazione 05: luogo dove lo ucciderà causando lo scoppio di una guerra civile tra i Covenant. Catturato poi dalla Mente Suprema viene teletrasportato su Alta Opera dove tenta di impossessarsi dell'icona d'attivazione recuperata dall'Arbiter. Nell'ultimo livello con John, grazie all'aiuto di Cortana, raggiunge la nave dei Precursori con la quale il Profeta della Verità stava scappando per dirigersi sulla Terra.
Su Halo 3 Master Chief si lancia dall'astronave di Verità e atterra sulla Terra dove viene ritrovato da Johnson. Successivamente scappa e raggiunge la cittadella di Voi e la libera dallo Scarab e altre forze nemiche; poi John con l'aiuto degli élite distrugge la cittadella per liberarla dall'infestazione Flood. Infine insegue i Covenant fino al ritrovamento dell'Arca, in grado di attivare tutti gli anelli contemporaneamente. Seguendo la storia John riesce a fermare questa pazzia anche grazie all'aiuto dei Flood e fermato ciò trova un'installazione di sostituzione per quella distrutta in Halo C.E. John va a recuperare Cortana, rimasta su Alta Opera infestata dai Flood; che nel frattempo era arrivata sull'Arca. Nell'ultimo livello Master Chief attiva l'anello nonostante 343 Guilty Spark lo provi a fermare (nella battaglia muore il Sergente Johnson), e fatto ciò scappa insieme all'Arbiter. Nel video finale si vede una cerimonia dove tutto fa capire che lo Spartan II sia morto; ma dopo i titoli di coda, si può vedere un altro filmato: l' IA Cortana sveglia John, e parlando si scopre che solo metà della nave è passata nel portale, e ovviamente non è la loro. A questo punto John si mette in sonno criogenico e Cortana rimane a sorvegliarlo in attesa dei soccorsi. Dopodiché la visuale si allontana dall'astronave, rivelando che i due protagonisti si stanno avvicinando a un pianeta sconosciuto, che molti suppongono che sia legato ai Precursori; questa notizia infatti è confermata dai capitoli di Halo: Legends Origins I e II e dal primo capitolo sviluppato dalla 343 Industries, Halo 4.
In Halo 4, Cortana sveglia John dalla capsula criogenica perché la nave spezzata  è sotto attacco Covenant e sta per precipitare su un pianeta sconosciuta; avanzando e combattendo tanto i Covenant quanto le entità difensive che Cortana definisce Prometeici, i due scopriranno che il posto si chiama Requiem ed è una installazione creata dai Precursori, che stranamente si apre solo dopo aver scansionato John. C'è poi un altro problema: John ha fretta di portare Cortana dalla dottoressa Halsey, che oltre al programma Spartan ha ideato anche Cortana (l'I.A. è basta sul suo tracciato cerebrale), per ricostruirla; Cortana ha ormai superato la scadenza prevista per il suo modello di IA, e si sta deteriorando rapidamente! Tentando di disattivare i sistemi che impediscono di contattare avamposti o navi dell'UNSC, John spegne una protezione che imprigionava un essere chiamata il Didatta, un Precursore rinchiuso da moltissimo tempo e furioso con la razza umana; contemporaneamente anche la nave UNSC Infinity si schianta sulla superficie per l'attrazione gravitazionale.
Per consentire alla Infinity di decollare e lasciare il pianeta John è incaricato dal comandante, Andrew Del Rio, di aprire la strada verso il pozzo gravitazionale che impedisce la fuga. Persa per strada Cortana (che è stata estratta dal sistema, non si capisce da chi o cosa), il Capo è guidato dalle sentinelle robotiche di Requiem, che non gli sono ostili, verso una camera dove conosce un essere chiamato la Bibliotecaria; lei (o meglio quel che ne resta) spiega al soldato qual'è il motivo della sua convocazione, e della sua unicità: Master Chief, con la sua "Ancella" Cortana, rappresenta il "culmine di generazioni di pianificazione": il culmine della tecnologia grazie ai suoi potenziamenti e alla sua armatura, ma anche il culmine dell'evoluzione, godendo dei geni che rendono immune al Compositore (una tecnologia capace di digitalizzare la vita biologica, ma non di invertire il processo! I Prometeici sono fallimenti del processo di inversione). Capendo che il Didatta è troppo pericoloso per lasciarlo incontrollato, Master Chief non esita a far "sbloccare" questa immunità da parte della Bibliotecaria. Lo Spartan, ricongiuntosi con Cortana, torna alla Infinity e tenta inutilmente di convincere il comandante Del Rio a restare per dar la caccia al Didatta, ma questi non solo rifiuta, ordina la cancellazione di Cortana dopo un litigio con quest'ultima che sta perdendo il controllo; fortunatamente il capitano Thomas Lasky procura a John un Pelican e volta le spalle fingendo di ignorare l'insubordinazione.
John prosegue la sua battaglia col Didatta, però Cortana sta rapidamente perdendo efficacia; questo consente al Didatta di avviare un immenso mezzo da battaglia dei Precursori e lasciare Requiem; John può solo prendere un Lich dei Covenant e seguirlo, finendo sull'installazione Halo 03. Qui prova a salvare il Compositore dalle grinfie del Didatta, fallendo; questi attiva l'oggetto e scansiona (risucchiandola) tutta la vita umana dalla stazione; John sceglie comunque di proseguire e trova il Didatta vicino alla Terra; salito sul suo mezzo, si fa strada su un caccia Longsword con una bomba atomica a bordo, per detonarla dove farà più danni; è però costretto a lasciare che Cortana lasci parti di sè nei sistemi della immensa nave, cosa che le sarà fatale in seguito. Sconfitto il Didatta, John riesce a distruggere il compositore e a quel punto finisce in uno spazio bianco dove vede Cortana. L'esplosione ha distrutto il chip che la conteneva, e la distruzione dei sistemi di bordo cancellerà le sue subroutine, uccidendola. Master Chief sopravvive in orbita e viene riportato sulla Infinity, dove parla con il capitano Lasky che gli ricorda che un soldato è pur sempre un uomo, non una macchina; è quindi giusto provare tristezza per la sparizione di Cortana. Nel finale John va a togliere l'armatura.
In Halo 5: Guardians, John è al comando della squadra Blu, una unità di Spartan-II costituita da lui stesso, Linda-058, Kelly-087 e Fred-104; la squadra è mandata a riconquistare la stazione spaziale Argent Moon ormai in mano ai Covenant; John è diventato più ombroso e meccanico dopo la distruzione di Cortana; ma a sorpresa, dopo una caduta da una grande altezza, lo svenimento gli provoca una visione: appare Cortana che lo informa di essere ancora viva e che la reclamazione sta per iniziare, e John ottieme la posizione dell'IA: il pianeta Meridian. Intanto l'arrivo di una piccola flotta Covenant complica la situazione, quindi la squadra Blu decide di modificare la priorità della missione e distruggere la stazione facendo surriscaldare i reattori della stessa ed eliminando così anche la flotta appena giunta. Master Chief, desideroso di rincontrare Cortana, assegna la squadra ad una nuova missione su Meridian con l'obiettivo di recuperare la stessa IA, pur andando contro gli ordini dell'Infinity che voleva assegnare la missione ad un'altra squadra. John vorrebbe lasciare indietro gli altri per non coinvolgerli, ma Fred, Linda e Kelly restano con lui per lealtà. A quel punto il gruppo è considerato fuggitivo, e la squadra Osiris (composta dagli Spartan-III Jameson Locke, Olympia Vale, Edward Buck e Holly Tanaka) riceve l'ordine di riportali indietro con le buone o con le cattive.
Tuttavia, la squadra Blu ha un grande vantaggio: Cortana e le IA sue alleate garantiscono un passaggio rapido e sicuro a loro, mentre ostacolano la squadra Osiris; nonostante ciò i loro inseguitaori arrivano più volte vicini a catturarli; saltando di portale in portale, e sostenendo comunque battaglie serrate contro i Prometeici e i resti delle armate Covenant, John e i suoi compagni arrivano al pianeta Genesis dove dovranno affrontare più volte il Guardiano Eterno; questa creatura sconosciuta scopre che il Capo ha intenzione di riportare a casa Cortana, per questo si schiererà contro di lui considerando la sua azione una minaccia. Tuttavia Chief riuscirà a sconfiggere il Guardiano e in seguito otterrà alcuni chiarimenti da Cortana. Durante l'esplosione del Compositore, Cortana è stata risucchiata nel Dominio e che in esso ha trovato una cura per il suo invecchiamento e che grazie a tale cura vuole convincere le altre IA e lo stesso Chief a schierarsi al suo fianco, per poi ottenere per sé il Manto Della Responsabilità, la filosofia religiosa dei Predecessori (tramandata poi ai Precursori) che mira a salvaguardare la diversità biologica e la vita della galassia. Tuttavia John comincia ad intuire che Cortana non è più se stessa. Solo quando si ricongiungerà con lei l'IA rivelerà il suo piano: imporre una pace armata nella galassia! Cortana tenta di spiegare allo spartan la sua volontà di far trascendere la natura dei viventi per poter rendere la galassia un posto migliore, chiedendo inoltre allo stesso Master Chief se poteva ancora fidarsi di lei.
Ma lo Spartan, avendo capito la follia del piano dell'IA, rifiuta l'offerta intimandole di lasciar perdere tale disegno e ritornare a casa con lui. Cortana, a questo punto, sapendo che Master Chief non si sarebbe schierato mai contro l'umanità, neanche per seguire lei, decide di rinchiudere l'intera squadra in un Cryptum per 10.000 anni, tempo sufficiente a Cortana per ultimare il suo piano e mostrare a Chief il suo errore di valutazione. La squadra Blu viene catturata e verrà salvata solo dall'intervento della squadra Osiris. Dopo che Cortana è scappata con le macchine dei Precursori e le IA sue aalleate, John torna con Locke sul pianeta Sanghelios, ritrovando Halsey e l'Arbiter dopo tanto tempo.

## Videogiochi
- Halo: Combat Evolved
- Halo 2
- Halo 3
- Halo 4
- Halo 5: Guardians
- Halo Infinite